# Aigle (foguete)
O foguete Aigle (palavra francesa para áquia), também conhecido como VE10,  foi um foguetes de sondagem experimental 
francês lançado quatro vezes entre 1960 e 1961 a partir de Hammaguir, Argélia. O seu objetivo era testar equipamentos de telemetria. Ele era 
estabilizado através de aletas e usava um motor SEPR 737 Stromboli com 984 kg de combustível a base de Plastolite, 8 metros de altura e 55 cm de diâmetro. 
Com isso, ele conduzia uma carga útil de 360 kg a uma altitude de 20 km. Foi lançado mais duas vezes em 1963 e 1964.